# Dolpady, Puttur
Dolpady là một làng thuộc tehsil Puttur, huyện Dakshina Kannada, bang Karnataka, Ấn Độ.